# Дзюба Володимир Володимирович
Володимир Володимирович Дзюба (24 січня 1947, Станіслав, УРСР — 11 лютого 2020, Вінниця) — український радянський футболіст нападник, згодом — футбольний тренер та український функціонер. Майстер спорту (1974).

## Кар'єра гравця
Розпочинав грати в футбол у Вінниці, куди з сім'єю переїхав в 1962 році. Перший тренер — Володимир Сергійович Ляпічев. У складі вінницького «Локомотива» п'ять разів ставав найкращим бомбардиром клубу і першим підкорив рубіж у 100 забитих м'ячів.
У 1974 році результативного форварда запросили в одеський «Чорноморець», в складі якого він став бронзовим призером чемпіонату СРСР. Але, незважаючи на це, сезон нападнику, який забив у вищій лізі лише два м'ячі, явно не вдався, і в 1976 році він був змушений виїхати з Одеси в рідну Вінницю.
У 1977—1978 роках захищав кольори команди Групи радянських військ в Угорщині, після чого завершив активну ігрову кар'єру в «Ниві».

## Кар'єра тренера та футбольного функціонера
По завершенні кар'єри гравця розпочав тренерську діяльність. Тренував любительську команду «Поділля» (Кирнасівка). У 1995 році був обраний президентом Федерації футболу Вінницької області, пропрацювавши на цій посаді 12 років..
Інспектував матчі чемпіонату України з футболу.

## Досягнення
Чорноморець (Одеса)
- Вища ліга чемпіонату СРСР
  -  Бронзовий призер (1): 1974

Локомотив (Вінниця)
- Чемпіонат УРСР
  -  Срібний призер (1): 1970

### Індивідуальні
- Найкращий бомбардир «Локомотиву» (Вінниця): 1971, 1972, 1973, 1976, 1979